# Чеганская операция
Чеганская операция или Сражение при Флорине — наступательная операция болгарской армии, которая велась 17–28 августа 1916 года во время Первой мировой войны, в ходе которой она захватила город Флорина (на территории ещё нейтральной Греции), но не сумел взять Чеган.

## Планы и силы сторон
В августе 1916 года Румыния решила присоединиться к военным действиям на стороне Антанты. Союзники запланировали крупное наступление на македонском фронте на середину августа, чтобы поддержать вступление Румынии в войну и сковать как можно больше болгарских войск. Болгарское высшее командование подозревало готовящееся наступление, и бои у Дойрана, вспыхнувшие 9 августа, лишь подтвердили эти подозрения. Со своей стороны, болгары с начала года призывали к наступлению в Македонии, теперь планируя удар 1-й и 2-й армий на обоих флангах союзников.
Немцы наконец согласились с необходимостью наступления, и 12 августа генерал Бояджиев получил приказ из штаба группы армий «Маккензен». Правое крыло армии в составе усиленной 8-й стрелковой дивизии (четыре с половиной стрелковых бригады) должно было наступать и взять Флорину, а части 3-й дивизии - наступать в сторону горного хребта Чеган и одноименного села (ныне известного как Агиос Афанасиос, к северо-западу от озера Вегоритида, в греческой региональной единице Пелла). Генерал Бояджиев согласился атаковать, но был обеспокоен окончательными результатами наступления, поскольку его армия была рассредоточена на фронте протяженностью 140 км и не имела достаточного количества горной и тяжелой артиллерии. Болгарам противостояли шесть пехотных и одна кавалерийская дивизии трех сербских армий, которые с 20 августа готовились к общему наступлению союзников.

## Ход операции
Несмотря на опасения командующего, 1-я болгарская армия легко оттеснила противника в район Флорины, а затем, угрожая ему обходом, захватила 23 августа линию высот в районе Моглены и участок юго-западнее озера Острово.
Создавшееся положение на левом фланге беспокоило Саррайля, главнокомандующего войсками союзников в Македонии, так как болгары могли на юге войти в область Фессалия и угрожать сообщениям с Салониками для частей, занимавших фронт Вардар — Моглена.
Для устранения угрозы с этой стороны Саррайль направил французскую пехотную бригаду, а затем с фронта были сняты три пехотных французских дивизии и направлены для парирования обхода в район к югу от озера Острово. Этот маневр потребовал продолжительного времени вследствие недостатка хороших путей и неблагоприятных климатических (жаркое время года) и санитарных (в болотистых долинах малярия) условий.
Пока производилась переброска французских частей, сербская армия, оспаривавшая каждую пядь земли, успела перегруппироваться и отразить обходный маневр болгар. Особенно тяжелыми были бои на голых скалистых склонах горы Чеган и гор Ворас. Сербы постоянно пополнялись новой артиллерией и свежими войсками благодаря железной дороге, которая доходила до поля боя, в то время как болгары вскоре начали истощать свои запасы боеприпасов. В течение следующих нескольких дней болгарские позиции подвергались сильному артиллерийскому обстрелу и нескольким атакам сербов, которые были отбиты. Это, а также медленное наступление вынудило болгарское командование 27 августа отменить все атаки и приказать войскам закрепиться на занятых позициях между озерами Вегоритида, озером Петрон и вдоль хребтов гор Ворас.

## Результаты
В итоге наступление болгарской армии сорвало намеченное на 20 августа наступление восточных армий союзников.